# Eliška Krásnohorská
Eliška Krásnohorská (née le 18 novembre 1847 à Prague et morte le 26 novembre 1926 dans cette même ville) est une autrice féministe tchécoslovaque. 

## Biographie
Eliška Krásnohorská naît le 18 novembre 1847 à Prague. Elle est proche de l'écrivaine bohémienne Karolina Světlá, qui lui fait découvrir la littérature et le féminisme. Ses œuvres sont composées de poésie lyrique et de critiques littéraires, mais elle est surtout connue pour son apport à la littérature enfantine, et pour les traductions qu'elle fait de certains ouvrages classiques, qu'il s'agisse de Pouchkine, Mickiewicz ou de Byron.
Eliška Krásnohorská écrit aussi les livrets de plusieurs opéras de Bedřich Smetana : Le Baiser, Le Secret, Le Mur du Diable, et l'inachevé Viola.
En 1890, elle fonde la l'École Minerve de Prague, le premier gymnasium pour filles de l'Empire austro-hongrois, où l'enseignement est dispensé en tchèque.
Eliška Krásnohorská meurt le 26 novembre 1926 à Prague.